# Quitilipi (Chaco)
Quitilipi is een plaats in het Argentijnse bestuurlijke gebied Quitilipi in de provincie Chaco. De plaats telt 32.083 inwoners.

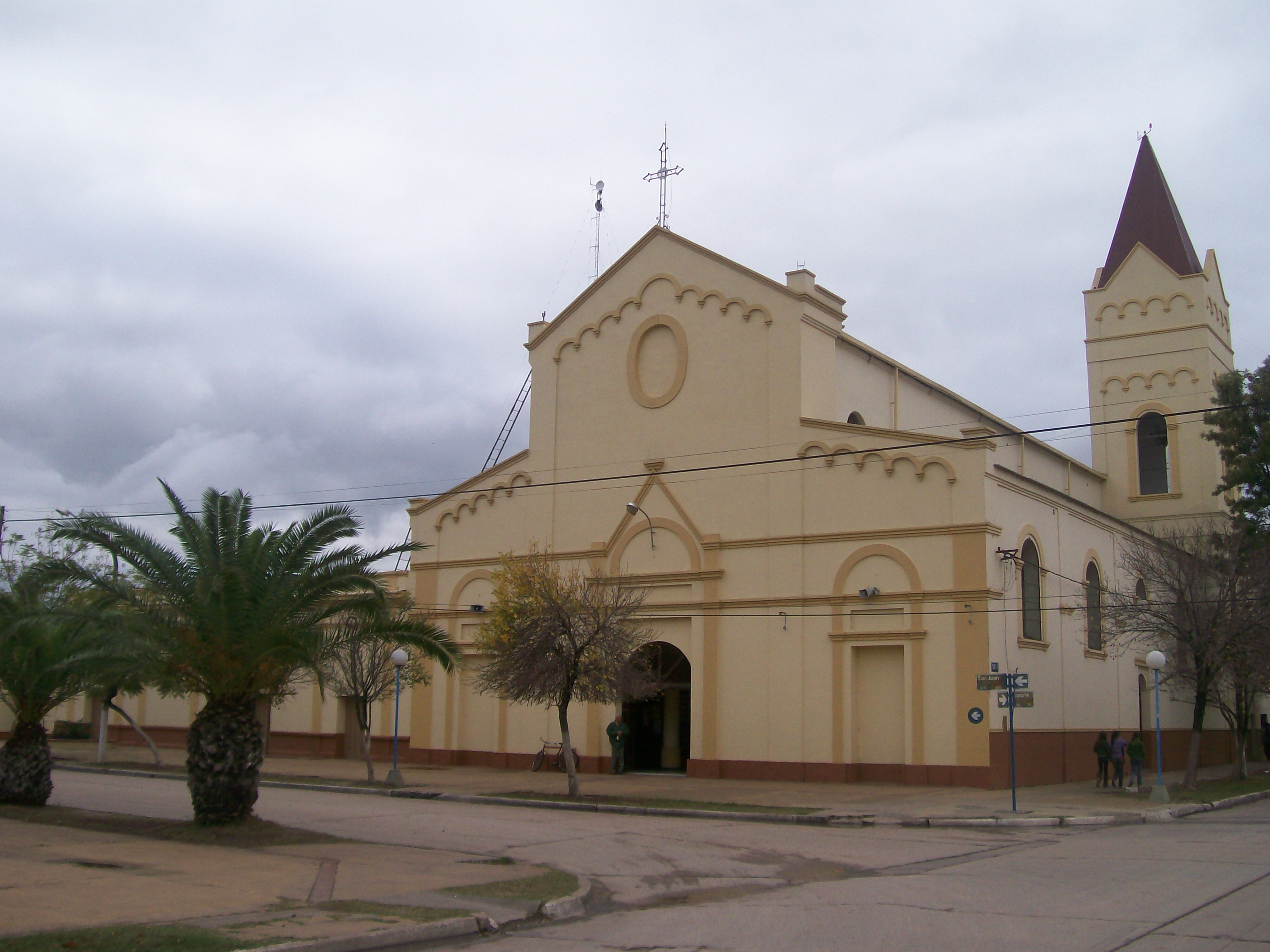
kerk van Quitilipi